# Bruine lemming
De bruine lemming (Lemmus trimucronatus)  is een zoogdier uit de familie van de Cricetidae. De wetenschappelijke naam van de soort werd voor het eerst geldig gepubliceerd door Kerr in 1792.

## Kenmerken
Deze lemming heeft aan de bovenzijde een lichtbruine vacht met een zwarte aalstreep op de rug en aan de onderzijde is hij lichtgrijs. Hij heeft een stompe snuit en een korte staart. De lichaamslengte bedraagt 12 tot 15 cm, het gewicht 45 tot 150 gram en de staart 1 tot 1,5 cm.

## Leefwijze
Zijn voedsel bestaat uit mos, zeggen, kruiden en zachte twijgen, maar ook vogeleieren staan op het menu.

## Voortplanting
Dit dier plant zich razendsnel voort. Het nest bestaat uit gras en plukjes vacht, waarin 12 jongen worden geworpen na een draagtijd van 18 dagen.

## Verspreiding en leefgebied
Deze soort komt voor in Noordoost-Europa, Noord-Azië, Alaska en Noordwest-Canada. Ze trekken jaarlijks op kleine schaal heen en weer tussen hooggelegen, ruige graslanden of veenheiden en het 's winters meer beschutte laagland, waar ze gangen graven in veenbulten.